# Rhinotorus longicornis
Rhinotorus longicornis är en stekelart som först beskrevs av Otto Schmiedeknecht 1914.  Rhinotorus longicornis ingår i släktet Rhinotorus och familjen brokparasitsteklar. Arten är reproducerande i Sverige. Inga underarter finns listade i Catalogue of Life.